# Loi du 31 décembre 2012 relative à la retenue pour vérification du droit au séjour et modifiant le délit d’aide au séjour irrégulier pour en exclure les actions humanitaires et désintéressées
Lire en ligne

LOI n° 2012-1560 du 31 décembre 2012 relative à la retenue pour vérification du droit au séjour et modifiant le délit d'aide au séjour irrégulier pour en exclure les actions humanitaires et désintéressées

Loi du 16 juin 2011 relative à l'immigration, à l'intégration et à la nationalité Loi du 29 juillet 2015 relative au droit d'asile
La loi du 31 décembre 2012 relative à la retenue pour vérification du droit au séjour et modifiant le délit d’aide au séjour irrégulier pour en exclure les actions humanitaires et désintéressées est une loi française concernant le droit des étrangers présentée par Manuel Valls dans le Gouvernement Jean-Marc Ayrault, et adoptée le 31 décembre 2012.

## Contexte
La loi répond à l'évolution de la jurisprudence de la Cour de justice de l’Union européenne qui dans l’arrêt El Dridi rend impossible le maintien du délit de séjour irrégulier et le placement en garde à vue des personnes sur le fondement de ce délit,. Le texte est adopté en trois mois dans le cadre d’une procédure accélérée.

## Contenu
Une mesure privative de liberté est créée pour permettre aux forces de police de garder à disposition les personnes contrôlées pendant seize heures, le temps de vérifier leur droit au séjour et d’obtenir un ordre de quitter le territoire.
L’entrée ou le séjour irrégulier sur le territoire n’est plus passible de prison. La loi abroge en effet le délit de séjour irrégulier, mais maintient le délit d’entrée irrégulière sur le territoire ou celui qui consiste à se soustraire à une décision d’éloignement. La loi Darmanin prévoyait en 2024 de rétablir ce délit pénal, mais la mesure a été censurée. 
La loi élargit le cercle des personnes protégées contre des poursuites pénales pour délit de solidarité, sans le supprimer.